# 崔竜海
崔 龍海（チェ・リョンヘ(新字体: 崔竜海)、1950年〈主体39年〉1月15日 - ）は、朝鮮民主主義人民共和国の政治家、軍人。朝鮮労働党中央委員会政治局常務委員、同党中央軍事委員会委員、朝鮮民主主義人民共和国国務委員会第1副委員長、最高人民会議常任委員会委員長。
2017年10月の朝鮮労働党中央委員会第7期第2回総会終了時点で党内序列が金正恩と金永南に次ぐ3位となり、金与正と同じく実質的なナンバー2ともみなされた。2019年4月の最高人民会議において、金永南に替わる最高人民会議常任委員会委員長に選出されたほか、国務委員会第1副委員長にも選出され、党内序列第2位の地位を固めた。
2014年4月まで、朝鮮労働党中央委員会政治局常務委員、同党中央軍事委員会副委員長、朝鮮人民軍総政治局長を兼職し、朝鮮人民軍においては次帥の軍事称号（階級）を保有していたことが確認されており、同年9月まで朝鮮民主主義人民共和国国防委員会副委員長を務めていた。また2019年4月まで党中央委員会副委員長、同党組織指導部部長を務めていた。

## 略歴

### 有力幹部へ
1950年1月15日、黄海南道信川郡出身。父親崔賢は、金日成と共に抗日パルチザン（東北抗日聯軍）出身で、建国後は人民武力部長だった。1967年に朝鮮人民軍に入隊し、金日成総合大学で政治経済学を学び、その後は軍人よりも党人として出世し、金日成社会主義青年同盟委員長、黄海北道党責任書記などを務めた。
1994年、崔竜海は金正日によって降格されたことがある。外貨300万〜500万ドルほどを自宅に隠し持っていたことや、朝鮮青年芸術団の団員たちとセックスパーティーを行なったことなどが発覚し、協同農場で「革命化教育」を受けている。
2010年9月の第3回朝鮮労働党代表者会で党政治局員候補、党書記、党中央軍事委員会委員となり、党中央の政治局、書記局、軍事委員会の全てに職務を得る。この前日には朝鮮人民軍最高司令官である金正日の命令で正日の三男金正恩などとともに人民軍大将となっている。党中央の幹部の中で比較的年齢が若いこともあり、いずれ発足するであろう新たな金正恩体制の有力幹部と目された。

### 事実上のナンバー2へ
2012年4月9日、前年末に死去した金正日の朝鮮民主主義人民共和国国防委員会委員長就任19周年記念の中央報告大会の報道で出席幹部中序列3位で紹介されている。金正日総書記死去時では18位であり、破格ともいえる大幅な序列の上昇が、新たな金正恩体制で要職へ抜擢されることを意味するのではないかと見られた。そして翌10日の労働党中央軍事委員会と国防委員会主催の宴会で人民軍総政治局長の肩書で演説、人民軍総政治局長就任が判明した。また大将から次帥に昇進したことも明らかとなった。主に党人として歩み、目立った軍歴がほとんどない人物としては異例の人事であった。更に翌11日の朝鮮労働党第4回党代表者会で党政治局常務委員、党中央軍事委員会副委員長に選任された。そして同月13日に開催された最高人民会議において国防委員会委員に選任され、同日に行われた金日成国家主席と金正日総書記の銅像除幕式で、金正恩の右隣に立ち、李英鎬、金正覚より上位の軍ナンバー2に位置づけられたと見られている。
2012年10月頃から11月頃にかけて軍に対する大規模な監察が行われ、この際に軍首脳部の10数人が解任された。この際に崔竜海も降格されたと見られており、2012年12月17日に金正日の中央追悼大会で朝鮮人民軍を代表して演説を行った際に、次帥ではなく大将と紹介されていた。しかし、その後、次帥に復帰していたことが2013年2月5日に判明しており、崔竜海と同時期に大将から中将に降格されていた金英哲偵察総局長も同時に大将に復帰していることから、この2者が改めて金正恩の信任を得たと見られている。2013年5月には金正恩の特使として中華人民共和国を訪問して中国の習近平党総書記と会見した。
崔竜海は、金正日体制下では張成沢の最側近であり、金正恩体制発足に伴い、張成沢の力添えで金正恩の最側近となり最も昇格した人物であるとも見られていたが、2013年12月に張成沢が粛清・処刑された際には、一部メディアから崔竜海と張成沢の間に権力闘争が発生した可能性や、張成沢を失脚させるために、趙延俊と共に張の不正の証拠を収集するなどして暗躍した可能性があると報じられた。
2014年2月16日を最後に動静が分からなくなったため、一部から崔竜海も粛清、あるいは軟禁されているのではとの憶測が流れたが、同年4月9日に開かれた第13期最高人民会議第1回会議で国防委員会副委員長に選出されたことで、「国」では国防委員会副委員長、「党」では政治局常務委員と中央軍事委員会副委員長、「軍」では次帥の称号を保有した総政治局長を兼職し、国家・党・軍の全ての中枢機構で金正恩に次ぐ職位を得たことが確認された。ただし、崔竜海の動静が伝えられる頻度は少ないままで、同年3月に放送された記録映画の中では足を引きずって歩くなどの状態で映っており、同年4月にも持病の糖尿病悪化による健康の悪化、烽火診療所への入院説、失脚説などが流れていた。

### 降格
そして、2014年5月2日に朝鮮中央通信ウェブサイトで、黄炳瑞が軍総政治局長・次帥として紹介されるに至り、同日までに崔竜海が軍総政治局長を退任していたことが判明した。翌5月3日には朝鮮中央通信の報道により、キャンプ場の完工式で崔竜海が党書記の肩書きで演説をしたことが確認された。この際、金正恩、黄炳瑞、金己男、崔泰福に次いで紹介されたが、党政治局員 兼 党書記である金己男と崔泰福より下位で紹介されたことから、崔竜海の党内の序列が後退し、党政治局常務委員、党中央軍事委員会副委員長、国防委員会副委員長の役職も退任したと推測された。
2014年9月24日の朝鮮中央通信の報道で、国家体育指導委員会委員長に就任していたことが判明し、翌25日の第13期最高人民会議第2回会議で国防委員会副委員長を解任された。
2014年10月4日、黄炳瑞と、対南政策を所掌する金養建（党書記、党統一戦線部長）と共に「電撃的」に訪韓し、韓国の金寛鎮国家安全保障室長、柳吉在統一相と会談し、今後の南北高官協議の開催に同意した。また仁川で開催されていた2014年アジア競技大会の閉会式にも出席した。この訪韓について、日本の外交筋は北朝鮮最高幹部3名の同時訪韓は「極めて異例」と評価したという。

### ナンバー2への再昇格
2014年10月29日、朝鮮中央通信が、金正恩が改修工事を終えた綾羅島5月1日競技場でサッカー試合を観戦した報道の中で、金正恩の随行者として、崔竜海、黄炳瑞、崔泰福、玄永哲、朴道春、姜錫柱の順で紹介した。また金正恩が軍人用食堂を視察したことを報じるニュースの中でも朴奉珠首相より上位で紹介された。これにより崔の党内序列の再昇格が確認された。また同日の別の報道では、既に就任が確認されていた党中央委員会書記局書記と国家体育指導委員会委員長の役職名と共に、党中央委員会政治局常務委員としても紹介され、再び崔が同職に就いていることが確認された。同年11月17日から24日にかけて金正恩の特使となってロシアを訪問した。
2015年1月2日、聨合ニュースが、崔竜海の次男の崔ソンが金正恩の実妹の金与正と結婚したという見方を報じたが、2016年4月に北朝鮮を訪問した藤本健二によると、金正恩と金与正に面会した際に金与正はまだ独身であると聞かされたという。

### 再降格
2015年2月末、再び崔が黄炳瑞より下位で紹介され、3月9日には労働新聞が「国際女性の日」記念イベントを報じる中で、崔を党中央委員会政治局員兼党中央委員会書記局書記として報道、崔が常務委員から再び降格していたことが判明した。
同年9月の中国人民抗日戦争・世界反ファシズム戦争勝利70周年記念式典に北朝鮮を代表して出席し、父の所属した東北抗日連軍模範部隊を観閲した。
しかし、同年11月、北朝鮮建国まで金日成と抗日パルチザン闘争を展開した「革命第1世代」として知られる李乙雪が94歳で死去した際、崔は葬儀委員会の名簿に名前を連ねておらず、弔問を報じる記事にも登場しなかったため、失脚したとの見方がある。報道では、北朝鮮消息筋の話として、崔が地方の農場で、失敗を犯した幹部らを再教育する「革命化教育」を受けているとの情報が出ている。「革命化教育」は重い罰であるが、崔は、2004年にも不正の疑いで革命化教育を受けた後、復帰しており、今度もいつか復帰する可能性も指摘されている。大韓民国国家情報院は2015年11月24日に行った国会での報告の中で、白頭山英雄青年発電所の工事中に土砂崩れや漏水が発生したことの責任を問われたことや、青年政策をめぐって金正恩に異論を唱えたことなどが失脚の要因になったと報告した。

### 再昇格からナンバー2への復帰
同年12月30日、前29日に金養建が交通事故で死去したことを受けて葬儀委員が発表され、委員名簿に崔の名前が金正恩、金永南、黄炳瑞、朴奉珠、金己男に続く第6位という高い序列で記載されていることが確認された。韓国政府関係者は崔が復帰したと推測している。
2016年5月に開催された朝鮮労働党第7回党大会において、金正恩、金永南、黄炳瑞、朴奉珠と共に同党中央委員会政治局常務委員に選出されたほか、党中央委員会書記に代わって新設された同党中央委員会副委員長にも選出された。これに続いて、2016年6月29日に開催された第13期最高人民会議第4回会議では、組織改編に伴って国防委員会副委員長に代わって国務委員会副委員長に選出された。
2016年10月7日、崔は、金正日の労働党総書記推戴19年を記念する式典に参加した。この中で、崔は「敬愛なる元帥様（金正恩）を命をかけて決死守護しなければいけない」と述べた。
2017年2月、崔は、金正日労働党総書記生誕75周年の錦繍山太陽宮殿への金正恩らの参拝に出席せず、同時期の金正男暗殺事件の釈明のために極秘訪中したと憶測された。
2017年10月7日に行われた朝鮮労働党中央委員会第7期第2回総会で、党中央軍事委員と党組織指導部長に選出され8つのポストを兼任したとみられており、翌8日に行われた金正日総書記就任20周年慶祝大会では黄炳瑞に代わって金永南に次ぐ党内序列3位につけ、実質的なナンバー2に復帰したとみられている。
2017年11月、崔は、訪朝した中国共産党中央対外連絡部部長の宋濤への応対で姿をあらわし、総政治局を根城にナンバー2の座をめぐって崔と争っていた黄炳瑞や金元弘への処罰を主導したと報じられた。
2017年12月、国家体育指導委員会委員長を退き、後任に崔輝（チェ・フィ）朝鮮労働党中央委員会副委員長が就任していたことが判明した。
2018年3月25日、最高指導者就任後の初外遊で中国を訪問した金正恩にその妻の李雪主夫人や同じ党副委員長の李洙墉、金英哲らとともに同行した。
2018年6月、実妹の金与正らとともにシンガポールでの米朝首脳会談のために中国国際航空の政府専用機に乗り込む金正恩を金永南らとともに見送り、金兄妹留守中の北朝鮮を任された。
2018年6月19日、中国を訪問した金正恩にその妻の李雪主夫人や朴奉珠首相らとともに同行した。
2018年8月15日、キューバを訪問しブルーノ・ロドリゲス外務大臣らと会談した。
2018年9月9日、建国70周年記念行事に招かれて訪朝した中国序列3位の栗戦書全国人民代表大会常務委員長を金与正らと出迎え、栗戦書が帰国する際も金与正らと見送った。
2018年12月10日、アメリカ合衆国財務省から人権侵害に関わったとして、制裁対象に指定された。
2019年4月の最高人民会議において金永南に替わる最高人民会議常任委員会委員長に選出されたほか、新設された国務委員会第1副委員長にも委員から昇格して選出され、序列第2位の地位を固めた。この選出に伴い、党中央委員会副委員長と党組織指導部長の職からは退任したとみられている。
2021年1月5日から開催された朝鮮労働党第8次大会で中央委員会委員に再選され、1月10日に開催された党中央委員会第8期第1回総会で朝鮮労働党中央委員会政治局常務委員に選出された。